# 薩拉熱窩電影節

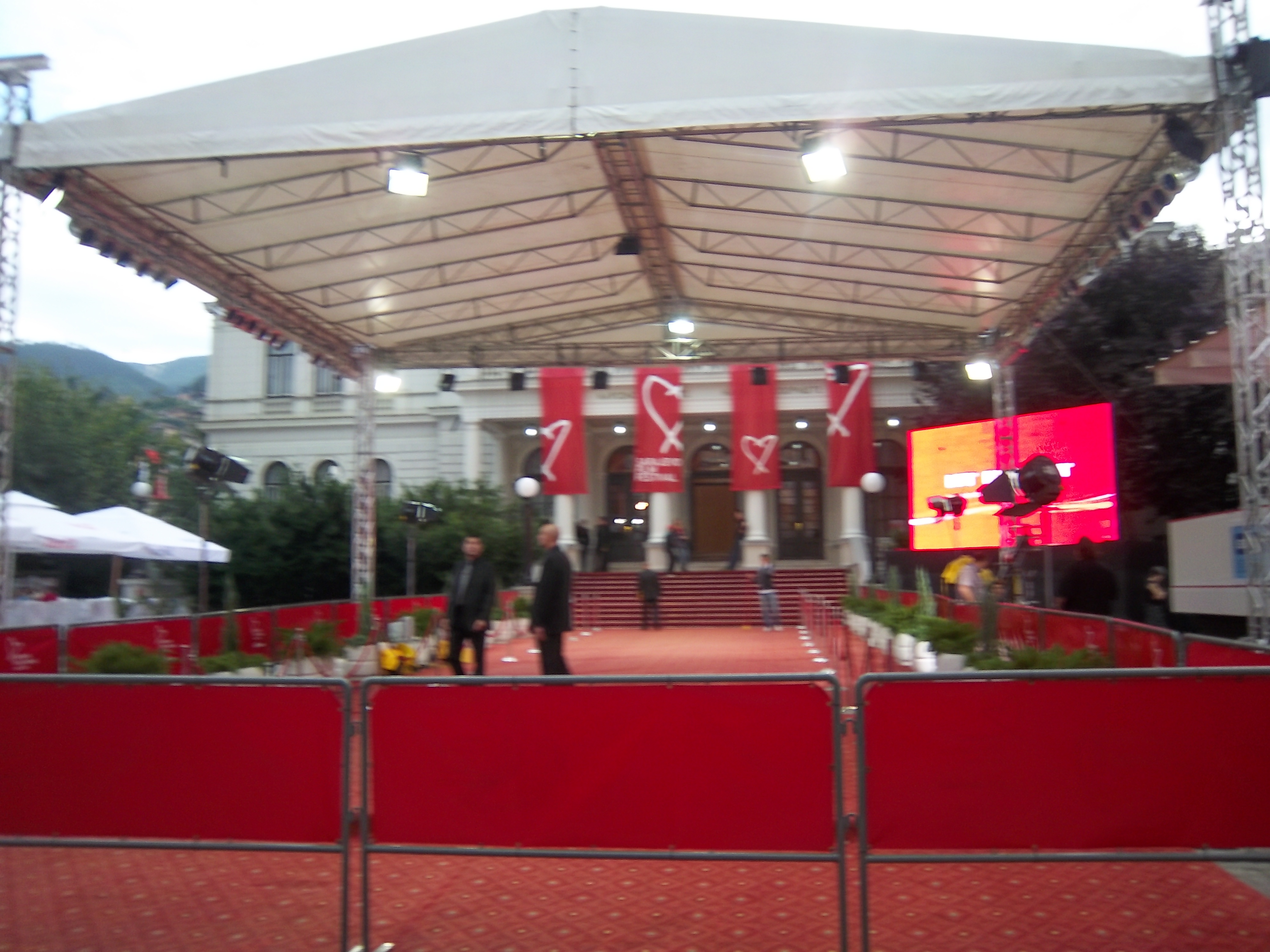
薩拉熱窩電影節紅地毯

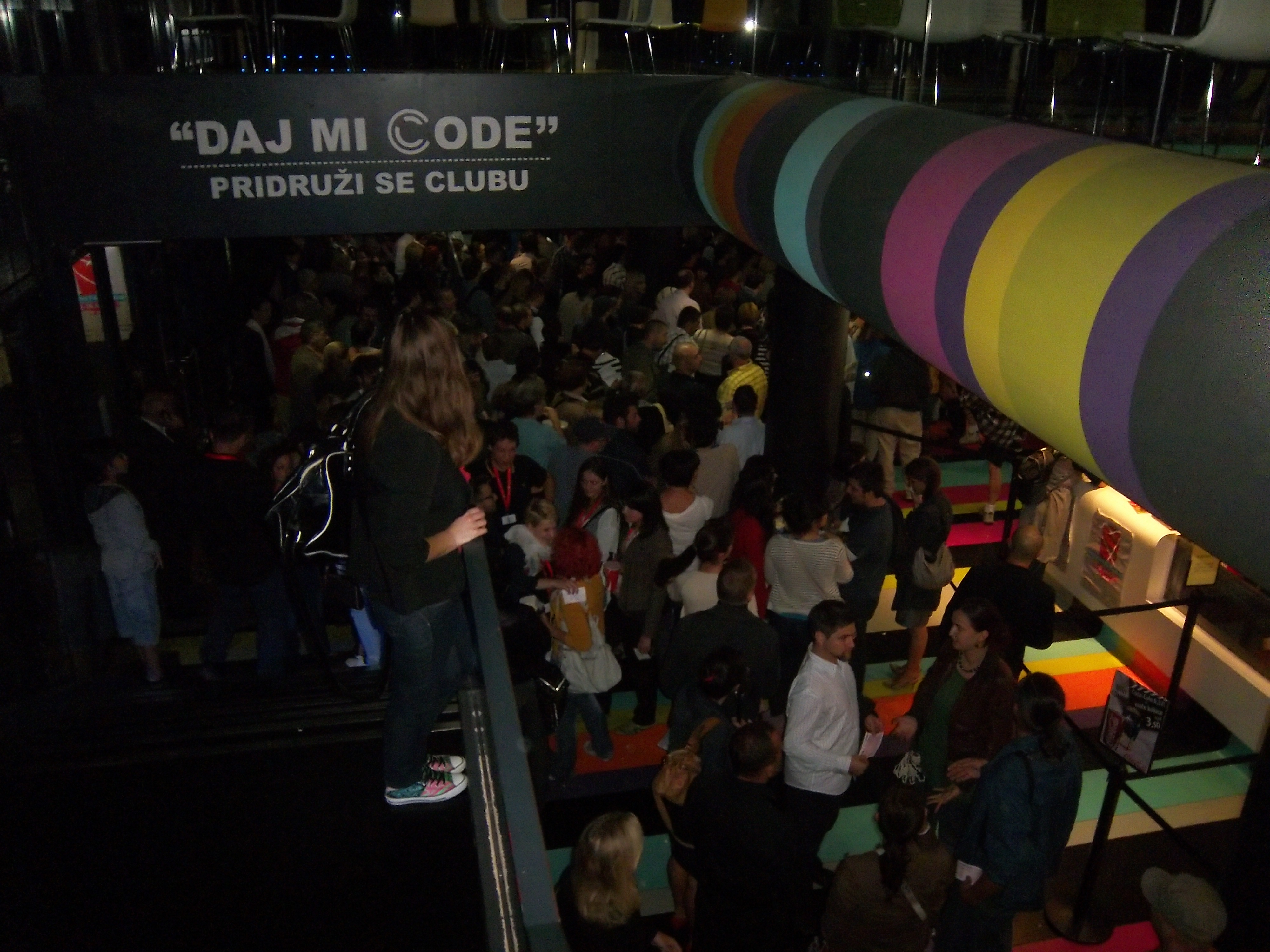
紀錄片節目

薩拉熱窩電影節是東南歐首個且最大的電影節，並是歐洲大型電影節之一。電影節於1995年在薩拉熱窩開始，當時正值波斯尼亞戰爭中的薩拉熱窩圍城戰役。這電影節每年都吸引國際和本地名流前往薩拉熱窩，電影節於八月舉行，展示來自世界各地不同類型的特色電影和短片。電影節的現任理事是米薩德·珀瓦特拉，麥肯廣告波黑分部的前行政總裁。